# Paweł Skrzecz
Paweł Ludwik Skrzecz (* 25. August 1957 in Warschau) ist ein ehemaliger polnischer Boxer im Halbschwergewicht, Silbermedaillengewinner der Olympischen Sommerspiele 1980 in Moskau, Vizeweltmeister 1982 und Vizeeuropameister 1983.
Er ist der Zwillingsbruder des Boxers Grzegorz Skrzecz, welcher im Schwergewicht antrat.

## Boxkarriere
Paweł Skrzecz trainierte von 1973 bis 1986 bei Gwardia Warschau und wurde dort von Wieńczysław Kosinow, Michał Szczepan und Wiktor Szulc trainiert. Er wurde 1979, 1981, 1982 sowie 1983 Polnischer Meister im Halbschwergewicht und siegte in den Finalkämpfen gegen Janusz Gortat, Janusz Czerniszewski und Marek Ejsmont (2×). 1976, 1978, 1979 und 1981/82 wurde er mit Gwardia Warschau jeweils Polnischer Mannschaftsmeister und bestritt 16 Länderkämpfe zwischen 1977 und 1984, von denen er 15 gewinnen konnte. Beim prestigeträchtigen Feliks Stamm Tournament gewann er 1981 Gold, 1978 und 1979 Silber, sowie 1977 Bronze.
Der größte Erfolg seiner Karriere war der Gewinn der Silbermedaille im Halbschwergewicht bei den Olympischen Sommerspielen 1980 in Moskau, nachdem er im Finalkampf mit 1:4 gegen Slobodan Kačar unterlegen war. Zuvor hatte er sich gegen Mohamed Bouchiche (WO), Georgică Donici (4:1) und Ricardo Rojas (3:2) durchgesetzt. Während der Abschlusszeremonie der Spiele war er Fahnenträger seiner Nation.
Einen weiteren Erfolg erzielte er mit dem Gewinn der Silbermedaille im Halbschwergewicht bei der Weltmeisterschaft 1982 in München, nach einer Finalniederlage gegen Pablo Romero. Darüber hinaus war er Bronzemedaillengewinner des Weltcups 1983 in Rom und der Europameisterschaft 1979 in Köln sowie Silbermedaillengewinner der Europameisterschaft 1983 in Warna.
Zudem war er Teilnehmer der Weltmeisterschaft 1978 in Belgrad (Achtelfinale), sowie der Europameisterschaften 1977 in Halle (Saale) (Achtelfinale) und 1981 in Tampere (Viertelfinale).

## Sonstiges
Paweł Skrzecz absolvierte die Akademie für Leibeserziehung in Breslau und arbeitete nach seiner Wettkampfkarriere als Boxtrainer.